# Thomasomys
Thomasomys is een geslacht van knaagdieren uit de geslachtengroep Thomasomyini binnen de onderfamilie Sigmodontinae dat voorkomt in de Andes van Venezuela tot Bolivia, op 1500 tot 4300 m hoogte. Deze dieren leven in páramo en bossen. De soorten van de (niet nauw verwante) geslachten Delomys, Juliomys en Wilfredomys uit Zuid-Brazilië en omliggende gebieden zijn, net als het wel nauw verwante geslacht Aepeomys uit de Andes van Venezuela, in het verleden ook in Thomasomys geplaatst. Fossiele soorten van Thomasomys zijn bekend uit Ecuador en Bonaire.

## Soorten
Er worden 53 soorten in dit geslacht geplaatst:
- Thomasomys andersoni (Bolivia)
- Thomasomys antoniobracki (Peru)
- Thomasomys apeco (Peru)
- Thomasomys aureus (Venezuela tot Bolivia)
- Thomasomys auricularis (Ecuador)
- Thomasomys australis (Bolivia)
- Thomasomys baeops (Ecuador)
- Thomasomys bombycinus (Colombia)
- Thomasomys burneoi (Ecuador)
- Thomasomys caudivarius (Ecuador)
- Thomasomys cinereiventer (Colombia)
- Thomasomys cinereus (Peru)
- Thomasomys cinnameus (Ecuador)
- Thomasomys contradictus (Colombia)
- Thomasomys daphne (Peru tot Bolivia)
- Thomasomys dispar (Colombia)
- Thomasomys eleusis (Peru)
- Thomasomys emeritus (Venezuela)
- Thomasomys erro (Ecuador)
- Thomasomys fumeus (Ecuador)
- Thomasomys gracilis (Peru)
- Thomasomys hudsoni (Ecuador)
- Thomasomys hylophilus (Colombia tot Venezuela)
- Thomasomys igor (Ecuador)
- Thomasomys incanus (Peru)
- Thomasomys ischyrus (Peru)
- Thomasomys kalinowskii (Peru)
- Thomasomys ladewi (Bolivia)
- Thomasomys laniger (Colombia tot Venezuela)
- Thomasomys lojapiuranus (Ecuador en Peru)
- Thomasomys macrotis (Peru)
- Thomasomys monochromos (Colombia)
- Thomasomys nicefori (Colombia)
- Thomasomys niveipes (Colombia)
- Thomasomys notatus (Peru)
- Thomasomys onkiro (Peru)
- Thomasomys oreas (Peru tot Bolivia)
- Thomasomys otavalo (Ecuador)
- Thomasomys pagaibambensis (Peru)
- Thomasomys paramorum (Ecuador)
- Thomasomys pardignasi (Ecuador)
- Thomasomys popayanus (Colombia)
- Thomasomys praetor (Peru)
- Thomasomys princeps (Colombia)
- Thomasomys pyrrhonotus (Ecuador en Peru)
- Thomasomys rosalinda (Peru)
- Thomasomys salazari (Ecuador)
- Thomasomys shallqukucha (Peru)
- Thomasomys silvestris (Ecuador)
- Thomasomys taczanowskii (Peru en Bolivia)
- Thomasomys ucucha (Ecuador)
- Thomasomys vestitus (Venezuela)
- Thomasomys vulcani (Ecuador)

Aepeomys · Chilomys · Rhipidomys · Thomasomys